# Соціологія дозвілля
Соціологія дозвілля — галузь соціології, що вивчає, як люди організовують свій вільний час.
Дозвілля включає широкий спектр видів діяльності, таких як спорт, туризм та ігри. Соціологія дозвілля тісно пов'язана з соціологією праці, оскільки кожна досліджує різну сторону відносин між роботою та дозвіллям. Іноді буває складно розрізнити до якої галузі відноситься та чи інша дія. Наприклад, деякі люди використовують дозвілля для просування своєї трудової кар'єри або набуття навичок, які будуть корисними для підвищення ефективності їх діяльності, (що фактично можна віднести до соціології праці).

### Теорія
Соціологія дозвілля — у порівнянні з такими галузями як соціологія праці, соціологія сім'ї або соціологія освіти сучасна галузь, тому що більша частина її розвитку прийшла на 30-ті 20 століття. До цього дозвілля часто розглядалося як відносно незначна особливість суспільства. Зараз воно визнане найбільшим соціальним інститутом, заслуговуючим серйозних соціологічних досліджень.
1. ↑  Бочелюк В. Й., Бочелюк В. В. (2006). Дозвіллєзнавство. Київ: Центр навчальної літератури.
2. ↑  Цимбалюк, Н. М. (2002). Соціологія дозвілля. Київ: ДАКККІМ. ISBN 966-7435-56-3.